# باري تيد موسكوفيتش
باري تيد موسكوفيتش (بالإنجليزية: Barry Ted Moskowitz)‏ هو قاضي ومحامي أمريكي، ولد في 17 أغسطس 1950 في باترسون في الولايات المتحدة.